# Frickenhausen am Main
Frickenhausen am Main è un comune-mercato tedesco di 1 259 abitanti, situato nel land della Baviera.